# 多哥山脈
多哥山脈（又稱阿夸平山脈、阿塔科拉山脈）是非洲的山脈，橫越西非國家多哥中部、加納和貝寧，部份山脈位於尼日爾的W國家公園內。
多哥山脈曾是非洲野犬的棲息地，但現時野犬已滅絕。